# Liste des gouverneurs actuels des gouvernorats du Koweït
 (août 2023).
Cette page dresse la liste des gouverneurs actuels des 6 gouvernorats du Koweït.

## Gouverneurs
| Gouvernorat          | Nom                                | Depuis (le) |
| -------------------- | ---------------------------------- | ----------- |
| Ahmadi               | Fawaz Khaled el-Hamad el-Sabah     | Avril 2014  |
| Al-Assima (Capitale) | Thabet el-Mouhanna                 | Avril 2014  |
| Djahra               | Fahad el-Amir                      | Avril 2014  |
| Farwania             | Fayçal el-Humoud el-Malek el-Sabah | Avril 2014  |
| Haoualli             | Cheikh Ahmed el-Nawaf el-Sabah     | Avril 2014  |
| Moubarak el-Kabir    | Ahmed el-Roudjaïb                  | Avril 2014  |